# Unitins TV
Unitins TV é uma emissora de televisão brasileira sediada em Palmas, capital do estado de Tocantins. Opera no canal 13 (36 UHF digital), e é afiliada à TV Brasil. Pertence à Universidade Estadual do Tocantins.

## História

### TV Brasil Central (Rede Bandeirantes) 1981-1990

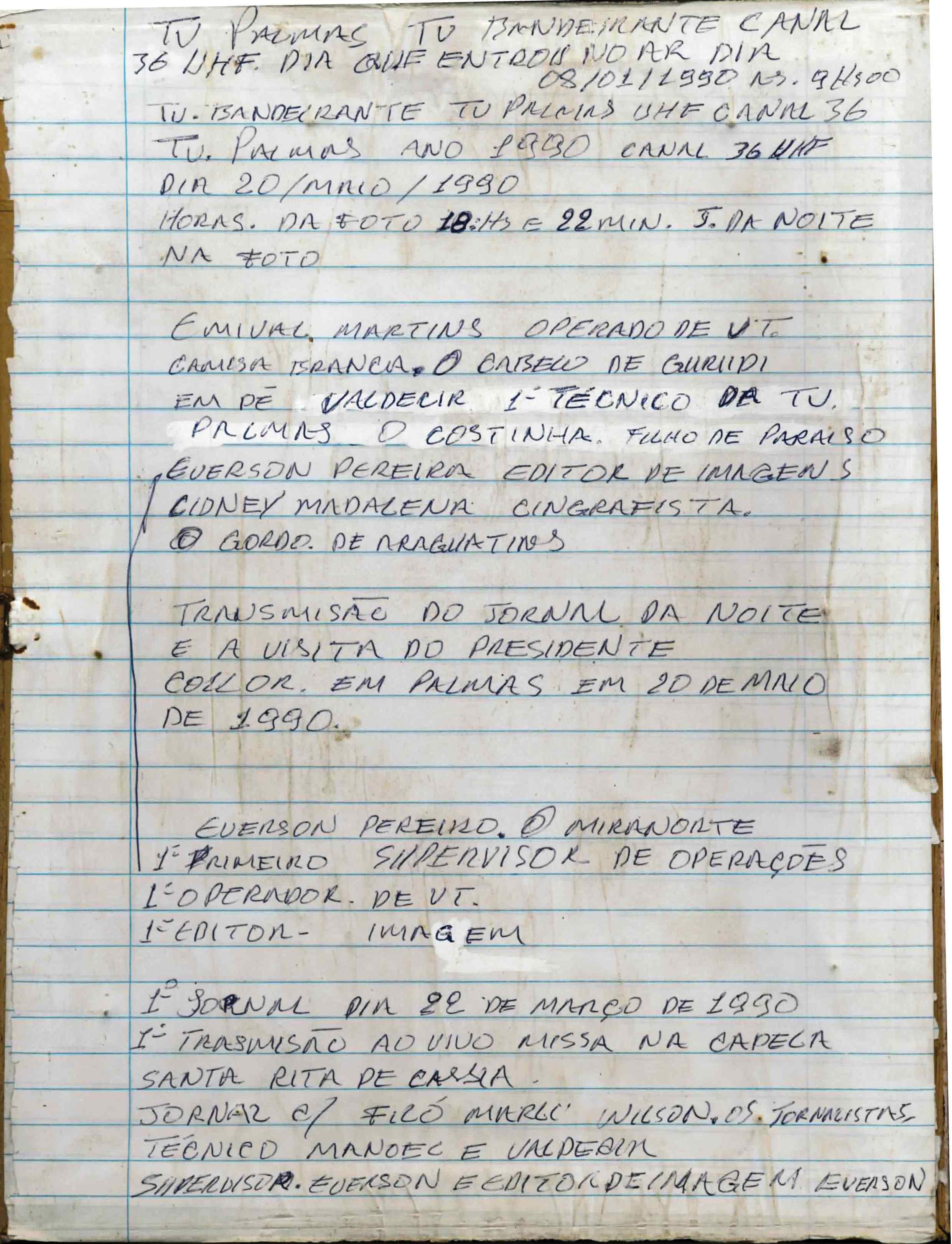
Nota da TV Palmas, em 8 de janeiro de 1990

A Radiodifusão Estatal no Tocantins já estava presente na época em que o Estado de Tocantins não existia, já que o atual estado tocantinense pertencia a Goiás, o então norte do Goiás. A TV Brasil Central, pertencente ao Governo Estadual e afiliada à Rede Bandeirantes, instalou por volta de 1982, três retransmissoras no norte de Goiás: Miracema do Norte (atual Miracema do Tocantins), Gurupi e Araguaína, através das Portarias 3.249/81 e 3.250/81 de 6 de novembro de 1981.
Em 5 de outubro de 1988, a nova Constituição do Brasil entrou em vigor, criando o Estado do Tocantins, na prática as três retransmissoras da TV Brasil Central, ficaram com o futuro governo tocantinense.
A futura Radiodifusão Estatal no Tocantins começou com a criação da companhia de Comunicação do Estado do Tocantins (Comunicatins), através da Medida Provisória (MP) nº 27 de 12 de abril de 1989 do Governo do Estado e a lei nº 42 de 16 de maio de 1989 da Assembléia Constituinte do Estado que aprovou a sua criação.
Empresa de direito privado, de economia mista, sob a forma de sociedade por ações, com sede administrativa na capital provisória do Estado do Tocantins, Miracema do Norte, tem como objetivo, executar os serviços de radiodifusão com finalidade sociais no campo da educação, da informação e do entretenimento, atuando como instrumento auxiliar do Governo Estadual na busca do desenvolvimento.
Assim, para concretizar esse objetivo, o Governo do Estado do Tocantins, através do Decreto 1.955 de 23 de agosto de 1989 autorizou a Comunicatins a firmar convênio com o consórcio de Empresas de Radiodifusão e Notícias do Estado de Goiás-Cerne, que visava recebimento da permissão do serviço especial da TV que o Cerne manter afiliação com a Rede Bandeirantes, nas cidades de Araguaína e Gurupi.
Em 25 de agosto, a Comunicatins e o Cerne firmaram convênio, no qual este transferia as permissões que tinha juntado ao Governo Federal, até então pertencentes ao Governo de Goiás, para executar o serviço especial de retransmissão de TV nas cidades de Araguaína e Gurupi, pelas portarias 3.249/81 e 3.250/81 de 6 de novembro de 1981.

### Surgimento da TV Palmas e Rede Bandeirantes (1990-1992)
Em 6 de agosto de 1990, ano em que Palmas estava concluído, a empresa muda de sede para nova Capital do Estado e a TV Palmas entra no ar. Inicialmente funcionou provisoriamente na Sede do antigo Palacinho, mudando depois para a sede, situada na Rua NSA, quadra 101, Conjunto 2 Lote 6, bairro Centro. Hoje está na Av. Teotônio Segurado, quadra 702 Sul, Conjunto 01 Lote 02.
A emissora tornou-se a emissora de TV mais antiga da cidade.
Após entrar no ar em agosto de 1990, a TV Palmas passou ser afiliada à Rede Bandeirantes, juntamente com as três retransmissoras em Araguaína, Gurupi e Miracema do Norte, afiliadas à mesma Rede desde 1981.

### Rede Manchete (1992-1996)
Em 1º de maio de 1992, a TV Palmas deixa a Bandeirantes para se afiliar-se à Rede Manchete. Nesse mesmo dia, as três retransmissoras de Araguaína, Gurupi e Miracema do Tocantins, a Band passou a ser transmitida pela recém-inaugurada TV Javaés. O motivo foi para se aproveitar o fato da rede ser conseguido vice-liderança, perdendo apenas a Rede Globo, graças ao sucesso de novelas e séries, desde 1988.
Com isso, o Governo do Estado, no governo de José Wilson Siqueira Campos, acionista majoritário e mantenedor da emissora, resolveu decretar a extinção da companhia Comunicatins e através da Lei nº 826 de 29 de março de 1996, criou o Instituto Dom Alano Marie Du Noday, entidade de direito público, sob a forma de autarquia, cuja missão era contribuir para o desenvolvimento cultural do Estado, por meio das várias formas de difusão de massa, atuando como unidade complementar da Unitins, vinculada com o Governo do Tocantins, o qual tinha a cargo a gestão e operação de uma Rede de Rádio e TV Educativa do Estado. Desta forma, o Governo opta pela Radiodifusão Educativa.
Com inauguração da transmissão via satélite para estações de retransmissoras instaladas e captadas em 110 municípios do Tocantins, incluindo oeste do Maranhão, passou a se chamar em Rede Sat Tocantins.
Em 19 de novembro de 2007, depois de mais 11 anos como afiliada à TV Cultura e TVE Brasil, a direção da TV Palmas (geradora da Rede Sat Tocantins) anuncia que a partir de 2 de dezembro a emissora deixará TV Cultura e a extinta TVE Brasil pela TV Brasil.
A TV Brasil é um grande instrumento de divulgação do Tocantins para difusão de um conteúdo cultural e educativo, "o que não é feito pelas emissoras comerciais". Destaca-se a oportunidade de se mostrar a produção jornalística do Tocantins em escala nacional.

### TV Brasil (2007-2018)
Em 2 de dezembro de 2007, deixa a TV Cultura e a extinta TVE Brasil e torna-se afiliada à TV Brasil.
Em 27 de agosto de 2012, a TV Palmas foi renomeada para TVE Tocantins.

### Extinção da Redesat e retorno da TV Cultura (2019-2020)

Logotipo utilizado pela emissora de 2016 a 2022.

Em primeira coletiva de imprensa após a posse do governador Mauro Carlesse, no dia 1 de janeiro de 2019, foi anunciada que a Fundação Redesat seria incorporada à Universidade Estadual do Tocantins (Unitins). No dia seguinte, a programação local da TVE Tocantins foi suspensa e os contratos dos funcionários temporários da emissora foram rescindidos. Com o fim da produção local, a emissora passou a ser retransmissora da programação da TV Brasil. Seus equipamentos e estrutura deverão ser usados como laboratório da Unitins e para fins educativos. A Rádio 96 FM foi a única que manteve sua produção local, sendo agora administrada pela Secretaria Estadual de Comunicação (Secom) — tanto a Redesat quanto a Unitins serão administradas pela Secretaria de Educação. Servidores e artistas regionais realizaram protesto pedindo a permanência da Redesat, saindo em buzinaço da sede da emissora até o Palácio Araguaia.
Em fevereiro de 2019, é anunciado o retorno da parceria da TVE Tocantins com a TV Cultura. Um Termo de Cooperação Cultural foi assinado pelo Governo do Tocantins, pela Unitins e pela TV Cultura no dia 19 de fevereiro, com o governador Mauro Carlesse, o reitor da Unitins, Augusto Rezende; e o diretor de Rede da TV Cultura, Fábio Borba. A vigência do novo acordo é de quatro anos prorrogáveis. A retransmissão da programação da TV Brasil será mantida até o dia 24 de fevereiro, para que todos os equipamentos sejam transferidos para o prédio da reitoria da Unitins, em Palmas, onde as emissoras educativas de rádio e TV funcionarão. Em 22 de fevereiro, a TVE Tocantins voltou a transmitir o sinal da TV Cultura em caráter experimental, estreando oficialmente em 25 de fevereiro.

### TVE Unitins e Unitins TV (2021-2024)
No dia 1.º de julho de 2021, a Unitins anunciou em suas redes sociais que a TVE Tocantins passou a se chamar TVE Unitins. Em 2022, a emissora assume a nomenclatura Unitins TV.

## Sinal digital
A emissora passou a transmitir pelo sinal digital em 8 de agosto de 2018, pelo canal 36 UHF, em fase experimental. No dia 13 de agosto entrou no ar em definitivo o seu canal digital.  Em 22 de junho de 2021, a emissora passou a ter seu sinal repetido no subcanal 5.2 (16 UHF) da Record News Tocantins.